# Rupniów
Rupniów – wieś w Polsce, położona w województwie małopolskim, w powiecie limanowskim, w gminie Limanowa, w Beskidzie Wyspowym, w górnej części potoku Bednarka (dopływ Łososiny), między masywami Kostrzy (730 m n.p.m.), Zęzowa (693 m) i Pasierbieckiej Góry (764 m).
W latach 1975–1998 wieś administracyjnie należała do województwa nowosądeckiego.

## Integralne części wsi
| części wsi | Bednarki, Franciszkańskie, Gałęźna, Kłach, Kokoczki, Krzyżowa, Marna Wieś, Miasto, Pod Kostrzą, Podgórze, Podlesie, Sowińskie, Szklana, Wspólniki, Zagrody |

## Historia
Pierwsza wzmianka o Rupniowie pochodzi już z 1416 roku. Wieś w swojej historii wielokrotnie zmieniała właścicieli. W XVI w. właścicielem wsi był Jan Rupniowski z Rupniowa h. Drużyna oraz Joachim Jan Rupniewski z Rupniowa h. Drużyna – bracia polscy.
W okolicach znajduje się dużo kapliczek. Najstarsza z nich pochodzi z 1863 roku.